# 클릭 (2010년 영화)
《클릭》(Click)은 인도에서 제작된 상지스 시반 감독의 2010년 드라마, 판타지, 미스터리 영화이다. 이 영화는 2004년 태국의 공포 영화 《셔터》의 리메이크 작품이다. 쉬레야스 딸파데 등이 주연으로 출연하였다.

## 출연

### 주연
- 쉬레야스 딸파데
- 스네하 울랄
- 천키 팬디

## 사운드트랙
1. "Rubayee (Duet)", Sunidhi Chauhan, Raaj (6:02)
2. "Aameen Suma Aameen Suma", Master Saleem (4:29)
3. "Mehroom", Shaan, Shreya Ghoshal (4:59)
4. "Click", Adnan Sami (5:08)
5. "Yaadein", KK, Sunidhi Chauhan (6:35)
6. "Rubayee", Raaj (5:26)
7. "Yaadein (Remix)", Raaj (5:32)
8. "Rubayee (Remix)", Raaj (7:08)